# Vuojoki

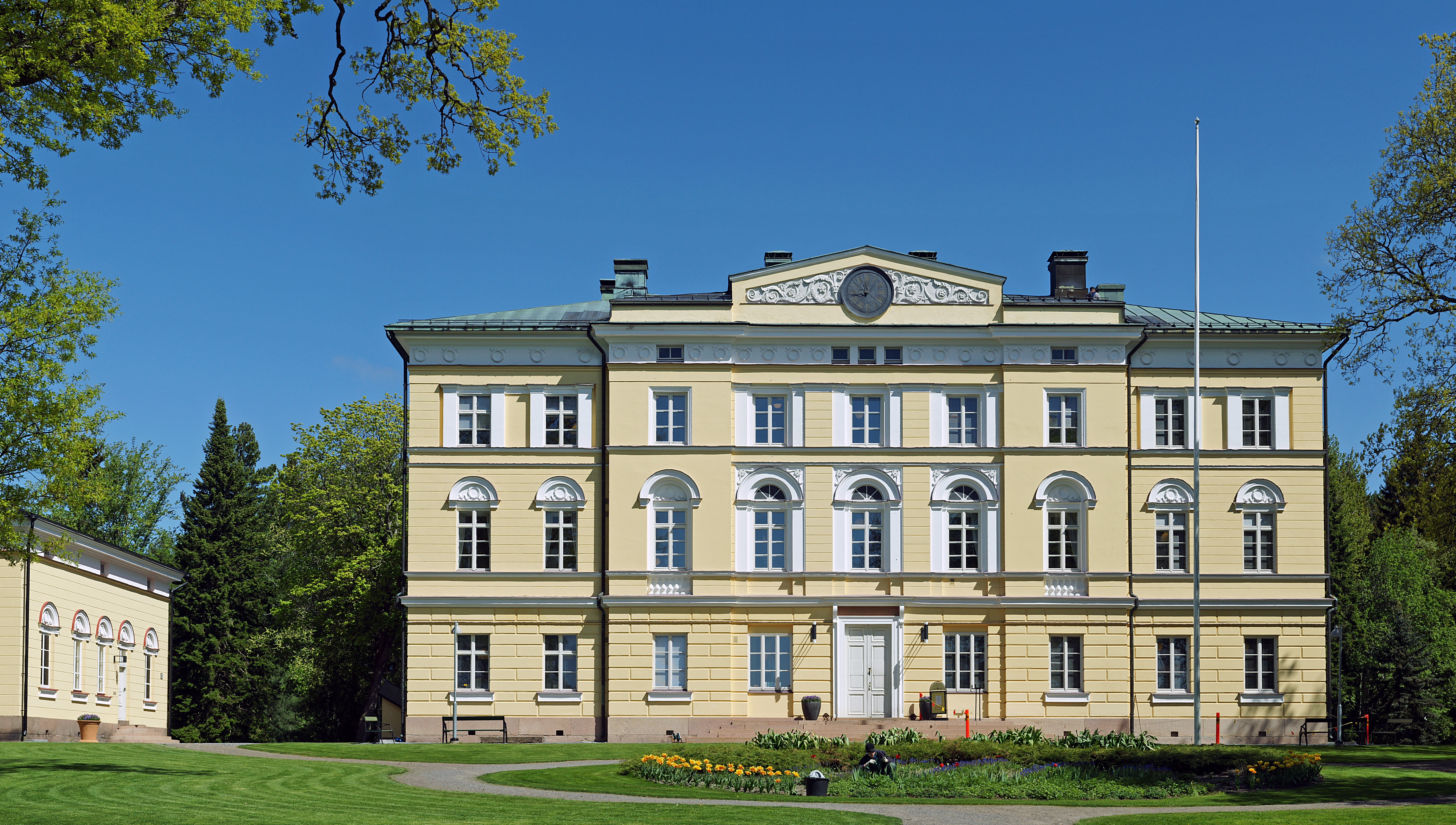
Vuojoki gård.

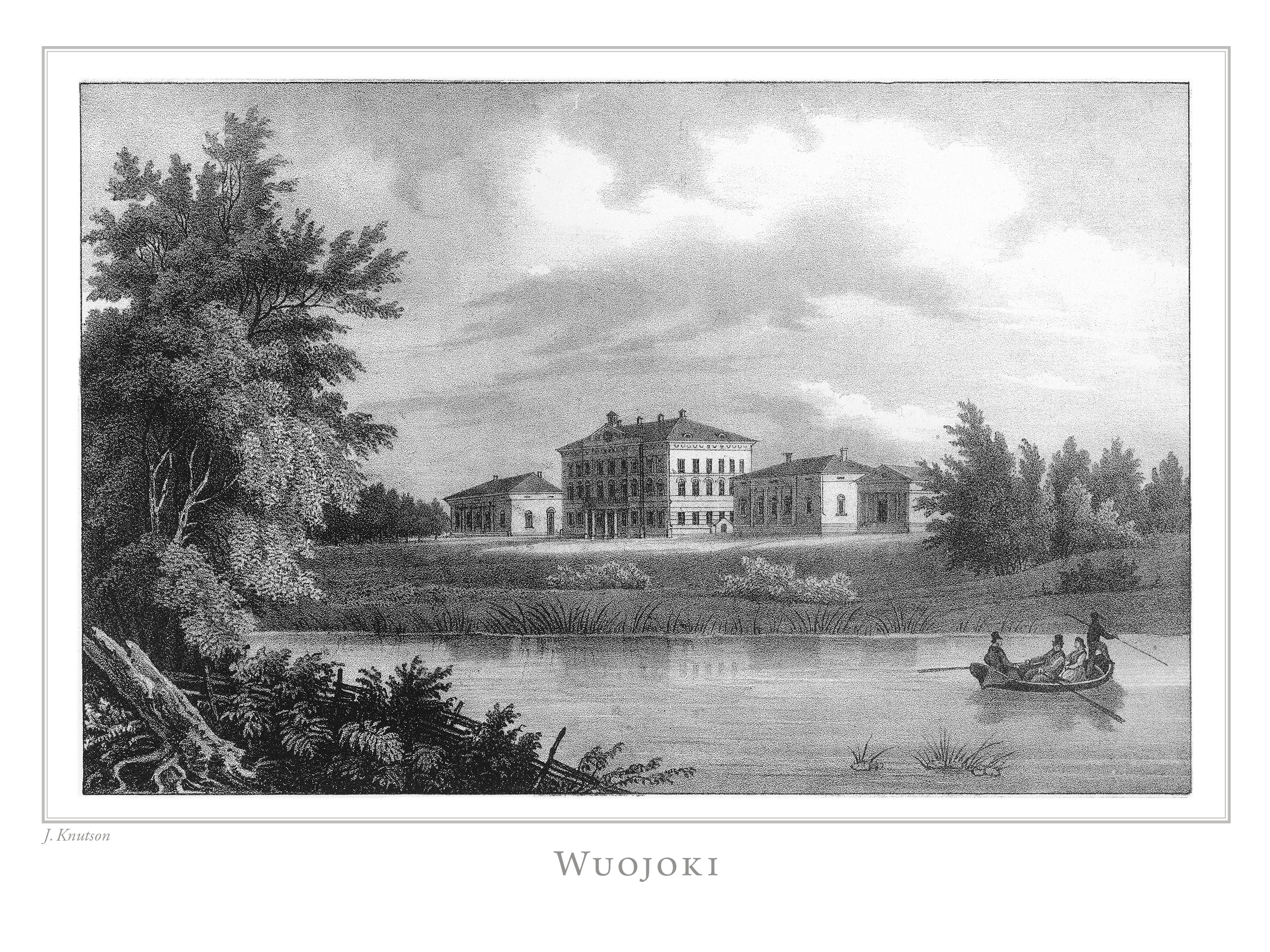
Litografi i Finland framstäldt i teckningar utgiven 1845-1852.

Vuojoki är en egendom i Euraåminne i Satakunta. 
Vuojoki bildades på 1620-talet genom sammanslagning av sju hemman som donerats till överstelöjtnanten Gottfrid von Falkenberg. År 1630 tillföll egendomen fältmarskalken Åke Tott, som även ägde granngårdarna Lavia och Irjanne-Sjundeby. De tre gårdarna innehades till 1666 av Totts änka Kristina Brahe. Vuojoki ägdes därefter bland annat av släkterna Wachtmeister, Gyllenstierna och von Fersen. Åren 1836–1840 lät bergsrådet Lars Magnus Björkman, sedermera adlad Björkenheim, enligt ritningar av Carl Ludvig Engel uppföra en ståtlig herrgårdsbyggnad i empir samt två flygelbyggnader. Vuojoki ägdes fram till 1911 av familjen Björkenheim och därefter av flera privatpersoner, innan Euraåminne kommun 1934 förvärvade gården som fram till 2003 användes som kommunal- och ålderdomshem. 
Under denna period förändrades byggnadernas interiörer radikalt. Tak sänktes, i de stora salarna byggdes mellanväggar och de flesta kakelugnar revs då centralvärme installerades. På 1990-talet började man planera en restaurering av byggnaderna, som genomfördes 2004–2005 i samarbete med Museiverket. Huvudbyggnaden tjänstgör efter restaureringen som ett konferens-, kultur- och utbildningscenter. Verksamheten upprätthålls av en stiftelse som grundades 2003 av bland annat Euraåminne kommun, Björneborgs stad, Raumo stad och flera företag i trakten.

## Käkllor
- Vuojoki i Uppslagsverket Finland (webbupplaga, 2012). CC-BY-SA 4.0